# Khải đồng thuyết ước
Khải đồng thuyết ước (啟童說約)là tập sách giáo khoa do Kim Giang Phạm Phục Trai viết bằng chữ Hán và chữ Nôm thi Ân khoa năm Thiệu Trị thứ nhất (1841) biên soạn, tiến sĩ Ngô Thế Vinh người Bái Dương huyện Nam Chân nhuận sắc, được biên soạn xong vào cuối mùa xuân năm Tự Đức Quý Sửu (1853) và được in lần đầu tiên vào mùa hạ năm Tự Đức Tân Tỵ (1881). Sách chia làm 3 tập: Tý, Sửu, Dần. Tập Tý ghi chép về thiên văn, địa lý, điền thổ, nhân đinh, tên các xã, tổng, huyện, phủ, tỉnh thành, những nhân vật lịch sử, Quốc hiệu Việt Nam, hình thế núi sông và bản đồ toàn quốc của Việt Nam.